# Maja Blazej
Maja Blazej (ur. 11 lipca 1992) – słoweńska lekkoatletka specjalizująca się w skoku o tyczce.

## Osiągnięcia
- 12. miejsce podczas mistrzostw świata juniorów młodszych (Bressanone 2009)
- dwa złote medale halowych mistrzostw Słowenii (2010 i 2012)

## Rekordy życiowe
- skok o tyczce (stadion) – 3,85 (2009)
- skok o tyczce (hala) – 3,90 (2010)